# Etozolin
Az etozolin (INN: etozoline) vízhajtó hatású vérnyomáscsökkentő gyógyszer.
Tiltott doppingszer.

## Hatásmód
A Henle-kacsra(en) hat. Csökkenti a víz illetve a nátrium reabszorpcióját, és így a vizeletmennyiséget növeli. Káliumvesztést, ennek következtében alkalózist okozhat, különösen májzsugor esetén. Ilyenkor kiegészítô gyógyszeres kezelés (antialdoszteron szerek) indokolt.
Az etozolin prodrug. Aktív metabolitja az ozolinon(en).

## Fizikai/kémiai tulajdonságok
Az etolozin királis vegyület egy kiralitásközponttal: ez a tiazolidin gyűrű 5-ös (a piperidingyűrű nitrogénjéhez kapcsolódó) atomja. A jobbra forgató izomer kétszer hatékonyabb vérnyomáscsökkentő, azonban a két optikai izomer elválasztása nem lehetséges a szokásos módszerekkel. Az etozolin ui. nagyon gyenge bázis, és a szokásos királis savakkal ((+)-borkősav, (+)-dibenzoilborkősav és (+)-kámfor-szulfonsav(en)) nem alkot sót, az észterezésre alkalmas körülmények között pedig racemizálódik.
A (+)-izomert úgy állítják elő, hogy (+)-ozolinonhoz gyorsan, alacsony hőmérsékleten fölös mennyiségű tionil-kloridot, foszforil-oxikloridot(en), foszfor-pentakloridot vagy foszfor-trikloridot, majd fölös mennyiségű vízmentes etanolt adnak. Ilyenkor nincs racemizálódás.